# Sciaphila densiflora
Sciaphila densiflora är en enhjärtbladig växtart som beskrevs av Rudolf Schlechter. Sciaphila densiflora ingår i släktet Sciaphila och familjen Triuridaceae. Inga underarter finns listade.